# سیکورسکی سایفر
سیکورسکی سایفر (به انگلیسی: Sikorsky Cypher) یک هواگرد ساختِ کارخانهٔ سیکورسکی در کشور ایالات متحده آمریکا است.